# 2013년 조선민주주의인민공화국 미사일 발사
2013년 조선민주주의인민공화국 미사일 발사에 관한 문서이다.
2013년 조선민주주의인민공화국의 미사일 시험발사는 2013년 북한의 미사일 시험발사에 이어진 것이다.

## 2013년 5월 실험
2013년 5월 북한은 단거리 유도미사일 3발을 동해상으로 발사했다. 처음 두 발의 미사일은 오전에 발사되었고, 세 번째 미사일은 오후에 발사되었다. 미사일은 몇 주 전에 두 개의 미사일이 전시되고, 연료가 공급된 후 제거되었던 동일한 위치에서 발사되었다.
2013년 5월 19일 북한은 네 번째 미사일을 동해에 발사했다.
2013년 5월 20일 북한은 단거리 발사체를 동해상으로 발사했다.

## 같이 보기
- 미사일